# Stazione di Albisola (1868)
Stazione di Albisola 1977-ben bezárt vasútállomás Olaszországban, Albisola Superiore településen.

## Vasútvonalak

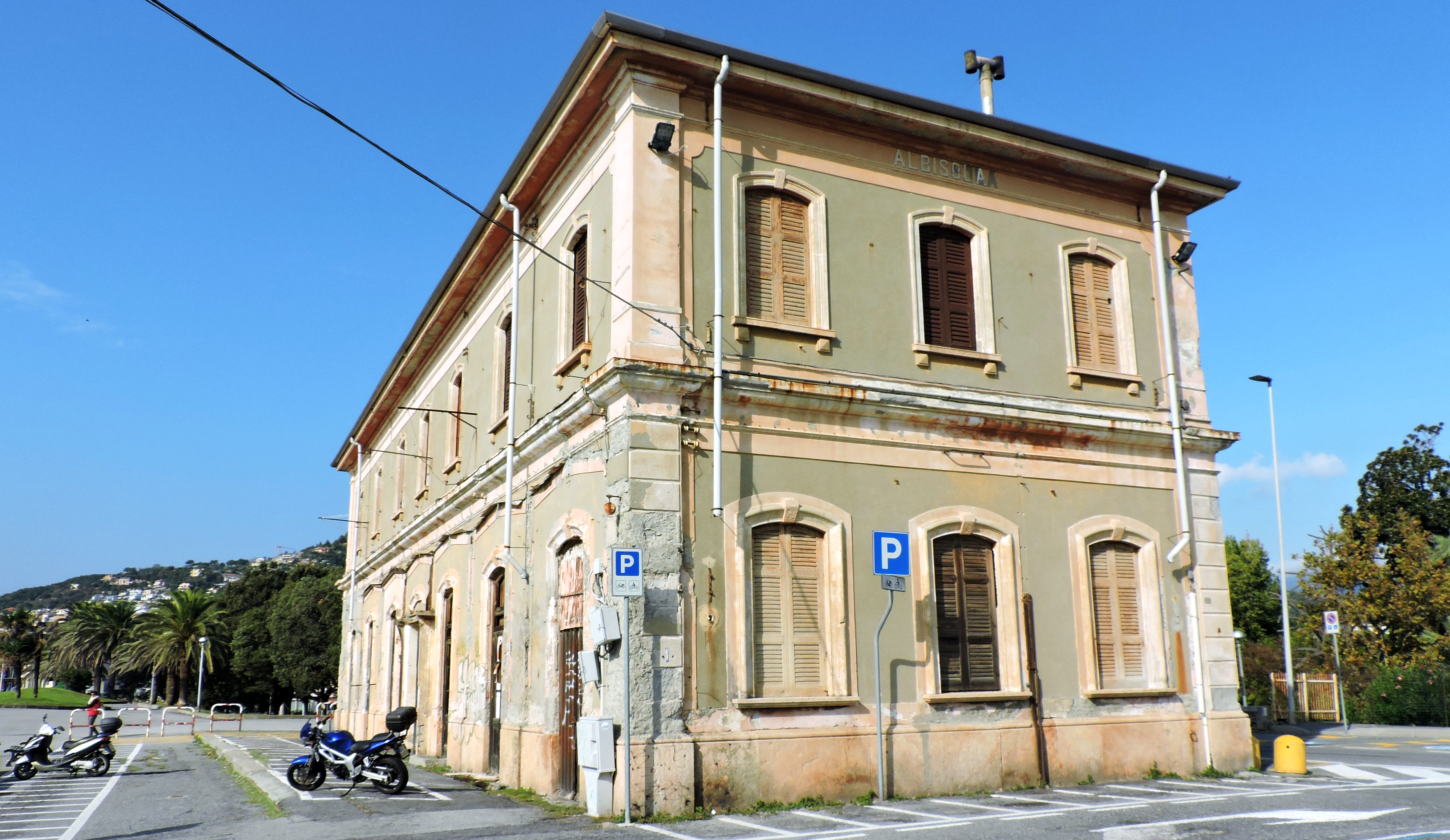
Stazione di Albisola (2016)

Az állomást az alábbi vasútvonalak érintették:
- Genova–Ventimiglia-vasútvonal

## Kapcsolódó állomások
A vasútállomáshoz az alábbi állomások vannak a legközelebb:
- Stazione di Savona Letimbro
- Stazione di Celle Ligure (1883)